# 中关镇 (岳西县)
中关乡，是中华人民共和国安徽省安庆市岳西县下辖的一个乡镇级行政单位。

## 行政区划
中关乡下辖以下地区：
北山村、沙村、秋千村、斗水村、中关村、请寨村和京竹村。